# جوزيف مانكيفيتس
جوزيف ليو مانكيفيتش (بالإنجليزية: Joseph L. Mankiewicz) (مواليد 11 فبراير 1909 – 5 فبراير 1993) هو مخرج سينمائي، وكاتب سيناريو، ومنتج. تمتع مانكيفيتش بتاريخ مهني طويل في هوليوود ولم يخرج في مسيرته سوى 20 فيلم روائي طويل سينمائي وتلفزيوني واحد ووثائقي واحد مع المخرج العظيم سيدني لومييت، وأكثر ما اشتهر به عمله ككاتب ومخرج لفيلم كل شيء عن إيف (All About Eve) (1950) الذي رُشِح لـ 14 جائزة أوسكار وفاز بست منها. وكان شقيق كاتب السيناريو والناقد الدرامي هيرمان جيه. مانكيفيتش الذي حصل أيضًا على جائزة الأوسكار لاشتراكه في كتابة فيلم المواطن كين 1941

## بدايته
- وُلِد جوزيف ل. مانكيفيتش في ويلكس بار، بنسلفانيا، لوالده فرانز مانكيفيتش (توفي عام 1941) ويوهانا بلوميناو، من المهاجرين اليهود من ألمانيا.  كانت عائلة فرانك مانكيفيتش من ليسزنو، بولندا. كان لديه أخت، إيرنا مانكيفيتش (1901-1979)، وأخ، هيرمان جيه مانكيفيتش (1897-1953)، الذي أصبح كاتب سيناريو.
- في سن الرابعة، انتقل مانكيفيتش مع عائلته إلى مدينة نيويورك، وتخرج في عام 1924 من مدرسة Stuyvesant الثانوية.  عمل مانكيفيتش في أستوديو UFA لترجمة ترجمات الأفلام من الألمانية إلى الإنجليزية.
- تابع مانكيفيتش شقيقه في جامعة كولومبيا، حيث تخصص في اللغة الإنجليزية وكتب لصحيفة كولومبيا ديلي سبكتاتور وشارك في برنامج فارسيتي شو. تخرج من جامعة كولومبيا عام 1928.

## هوليوود
في عام 1928، حصل مانكيفيتش على عقد للعمل ككاتب في باراماونت، من خلال شقيقه هيرمان. كان هيرمان أحد مؤلفي فيلم الدمية (The Dummy (1929، والذي كتب فيه مانكيفيتش العناوين. كما قام بكتابة كل من أغلق هارموني (Close Harmony (1929 و The Man I Love (1929)، والدكتور الغامض Fu Manchu (1929)، وفيرجينيان The Virginian (1929) مع الممثل الكبير جاري كوبر.
عمِل مانكيفيتش إلى منتج في فيلم ثلاثة عرابين (1936). كان يعمل على السيناريو دون اعتماد. حقق مانكيفيتش نجاحًا تجاريًا ونقديًا مع Fury (1936)، أول فيلم أمريكي من إخراج Fritz Lang . أنتج مانكيفيتش سلسلة من الأفلام من بطولة جوان كراوفورد: The Gorgeous Hussy (1936)، و Love on the Run (1936)، و The Bride Wore Red (1937)، و Mannequin (1937).
ظهر مانكيفيتش لأول مرة في الإخراج مع Dragonwyck (1946)، والذي كتبه أيضًا؛ ومن بطولة: فينسنت برايس ووالتر هيوستن. تبعه مع فيلم Somewhere in the Night (1946) الذي شارك في كتابته. عمل كمخرج فقط في فيلم The Late George Apley (1947) مع رونالد كولمان، الشبح والسيدة موير (1948) مع تيرني وريكس هاريسون، وهروب (1948) مع هاريسون. استندت جميعها إلى نصوص لفيليب دن.

## مستقل
في عام 1951، غادر مانكيفيتش شركة فوكس وانتقل إلى نيويورك، وكان يعتزم الكتابة لمرحلة برودواي. على الرغم من أن هذا الحلم لم يتحقق أبدًا، إلا أنه استمر في صناعة الأفلام (سواء لشركته الخاصة للإنتاج Figaro أو كمخرج للتأجير) التي تستكشف موضوعاته المفضلة - صراع الأرستقراطي مع عامة الناس، والحياة كأداء، والصراع بين رغبة الناس للسيطرة على مصيرهم وطوارئ الحياة الحقيقية.
في عام 1953 أخرج يوليوس قيصر لـ MGM ، وهي مقتبسة من مسرحية شكسبير التي أنتجها جون هاوسمان. حظي الفيلم بمراجعات إيجابية على نطاق واسع، ووصفه ديفيد شيبمان، في قصة السينما ، بأنه «فيلم يتميز بالتميز الهادئ، يتعثر فقط في اللحظات اللاحقة عندما أعاقت قيود الميزانية التعامل مع تسلسل المعركة».  الفيلم بمثابة السجل الوحيد لمارلون براندو في دور شكسبير. لعب دور مارك أنتوني، وحصل على ترشيح أوسكار عن أدائه.

## فيجارو
أنشأ مانكيفيتش شركة الإنتاج الخاصة به، Figaro. كان أول إنتاج لها هو The Barefoot Contessa 1954 الذي كتبه وأنتجه وأخرجه مانكيفيتش؛ كما تألق الأسطورة همفري بوجارت في الفيلم. استأجره سام غولدوين لكتابة وإخراج النسخة السينمائية من الفيلم الموسيقي Guys and Dolls (1955) والذي قام بتمثيله أسطورة السينما مارلون براندو وأسطورة الغناء الأمريكي فرانك سيناترا. لقد كان هذا نجاحًا كبيرًا ولكنه لم يحظى بتقدير كبير.
في عام 1958 كتب مانكيفيتش وأخرج فيلم The Quiet American 1958 لفيجارو، للتكيف من غراهام غرين الصورة 1955 رواية حول البذور من التدخل العسكري الأمريكي في ما يمكن أن تصبح حرب فيتنام. قام مانكيفيتش، تحت ضغط مهني من مناخ معاداة الشيوعية وقائمة هوليوود السوداء، بتشويه رسالة كتاب جرين، وتغيير الأجزاء الرئيسية من القصة لجذب الجمهور القومي. حكاية تحذيرية حول دعم أمريكا الأعمى «لمناهضي الشيوعية» تحولت، حسب غرين، إلى «فيلم دعائي لأمريكا».  كان الفيلم بمثابة خيبة أمل تجارية وانتقادية.
في تلك السنة أنتجت فيجارو أريد أن أعيش! (1958) على الرغم من أن مانكيفيتش لم يكن له علاقة كبيرة به. أخرج فجأة، الصيف الماضي (1959) للمنتج سام شبيجل، من سيناريو غور فيدال ومسرحية من قبل تينيسي ويليامز. تألقت إليزابيث تايلور وهيبورن ومونتغمري كليفت. لقد كان نجاحًا كبيرًا في شباك التذاكر لكنه جذب آراء متباينة.

## الموت
توفي مانكيفيتش بنوبة قلبية في 5 فبراير 1993، ستة أيام قبل عيد ميلاده الـ 84. تم دفنه في مقبرة القديس ماثيو الأسقفية في بيدفورد، نيويورك.

## أهم أفلامه
- قدم عام 1947 The Ghost and Mrs. Muir (1947)

- A Letter to Three Wives (1949)
- House of Strangers (1949)
- تحفة All About Eve (1950)
- الرائعة No Way Out (1950)
- People Will Talk (1951)
- Fingers (1952 5)
- Julius Caesar (1953)
- تحفة Suddenly, Last Summer (1959)
- قدم عام 1963 تحفته الأطول الممتدة ل أربع ساعات Cleopatra (1963)
- وقدم فيلمه وتحفته الأخيرة التي يعتبرها الكثيرون فيلمه الأعظم sleuth 1972 الذي قام ببطولته وحدهما الأسطورتان لورنس أولفيه ومايكل كين الذي ترشحا للأوسكار ولكنهما خسراها لمارلون براندو عن فيلم العراب 1972.

## قائمة الأفلام التي من إخراجه
| ر  | الفيلم                                                            | بطولة                                                              |
| 1  | Dragonwyck (1946)                                                 | فينسنت برايس ووالتر هيوستن                                         |
| 2  | Somewhere in the Night (1946)                                     | نانسي جوايلد وجون هودياك                                           |
| 3  | 1947 The Ghost and Mrs. Muir                                      | جين تيرني وريكس هاريسون                                            |
| 4  | The Late George Apley (1947)                                      | رونالد كولمان وبيرسي ورام                                          |
| 5  | Escape (1948)                                                     | ريكس هاريسون                                                       |
| 6  | A Letter to Three Wives (1949)                                    | كيرك دوجلاس وآن سوثرن                                              |
| 7  | House of Strangers (1949)                                         | إدوارد روبنسون وريتشارد كونت                                       |
| 8  | All About Eve (1950)                                              | بيت ديفيس وآن باكستر ومارلين مونرو                                 |
| 9  | No Way Out (1950)                                                 | ريتشارد ويدمارك وسيدني بواتييه                                     |
| 10 | People Will Talk (1951)                                           | كاري جرانت وهم كرونين                                              |
| 11 | 5 Fingers (1952)                                                  | جيمس ماسون                                                         |
| 12 | Julius Caesar (1953)                                              | جيمس ماسون ومارلون براندو وجون جيلجد لويس كاليرن                   |
| 13 | The Barefoot Contessa (1954)                                      | همفري بوجارت وآفا جاردنر                                           |
| 14 | Guys and Dolls (1955)                                             | مارلون براندو وفرانك سيناترا                                       |
| 15 | The Quiet American (1958)                                         | أودي مورفي ومابكل ريدجريف                                          |
| 16 | Suddenly, Last Summer (1959)                                      | إليزابيث تايلور ومونتجومري كليف                                    |
| 17 | Cleopatra (1963)                                                  | إليزابيث تايلور وريتشارد برتون و ريكس هاريسون ومارتن لاندوا        |
| 18 | Carol for Another Christmas (1964) TV                             | بيتر سلرز ستيرلنج هايدن                                            |
| 19 | The Honey Pot (1967)                                              | ريكس هاريسون وماجي سميث                                            |
| 20 | There Was a Crooked Man... (1970)                                 | كيرك دوجلاس وهنري فوندا                                            |
| 21 | King: A Filmed Record... Montgomery to Memphis (1970) Documentary | بول نوميان وبرت لانكستر وأنتوني كوين وسيدني بواتييه ومارلون براندو |
| 22 | Sleuth (1972)                                                     | لورنس أولفيه ومايكل كين                                            |

## وصلات خارجية
- جوزيف مانكيفيتس على موقع IMDb (الإنجليزية)
- جوزيف مانكيفيتس على موقع الموسوعة البريطانية (الإنجليزية)
- جوزيف مانكيفيتس على موقع روتن توميتوز (الإنجليزية)
- جوزيف مانكيفيتس على موقع مونزينجر (الألمانية)
- جوزيف مانكيفيتس على موقع ألو سيني (الفرنسية)
- جوزيف مانكيفيتس على موقع تيرنر كلاسيك موفيز (الإنجليزية)
- جوزيف مانكيفيتس على موقع أول موفي (الإنجليزية)
- جوزيف مانكيفيتس على موقع قاعدة بيانات الأفلام السويدية (السويدية)
- جوزيف مانكيفيتس على موقع إن إن دي بي (الإنجليزية)
- جوزيف مانكيفيتس على موقع ديسكوغز (الإنجليزية)
- Senses of Cinema: Great Directors Critical Database